# José Aparecido de Oliveira
José Aparecido de Oliveira (São Sebastião do Rio Preto, 17 de fevereiro de 1929 — Belo Horizonte, 19 de outubro de 2007) foi um jornalista e político brasileiro.

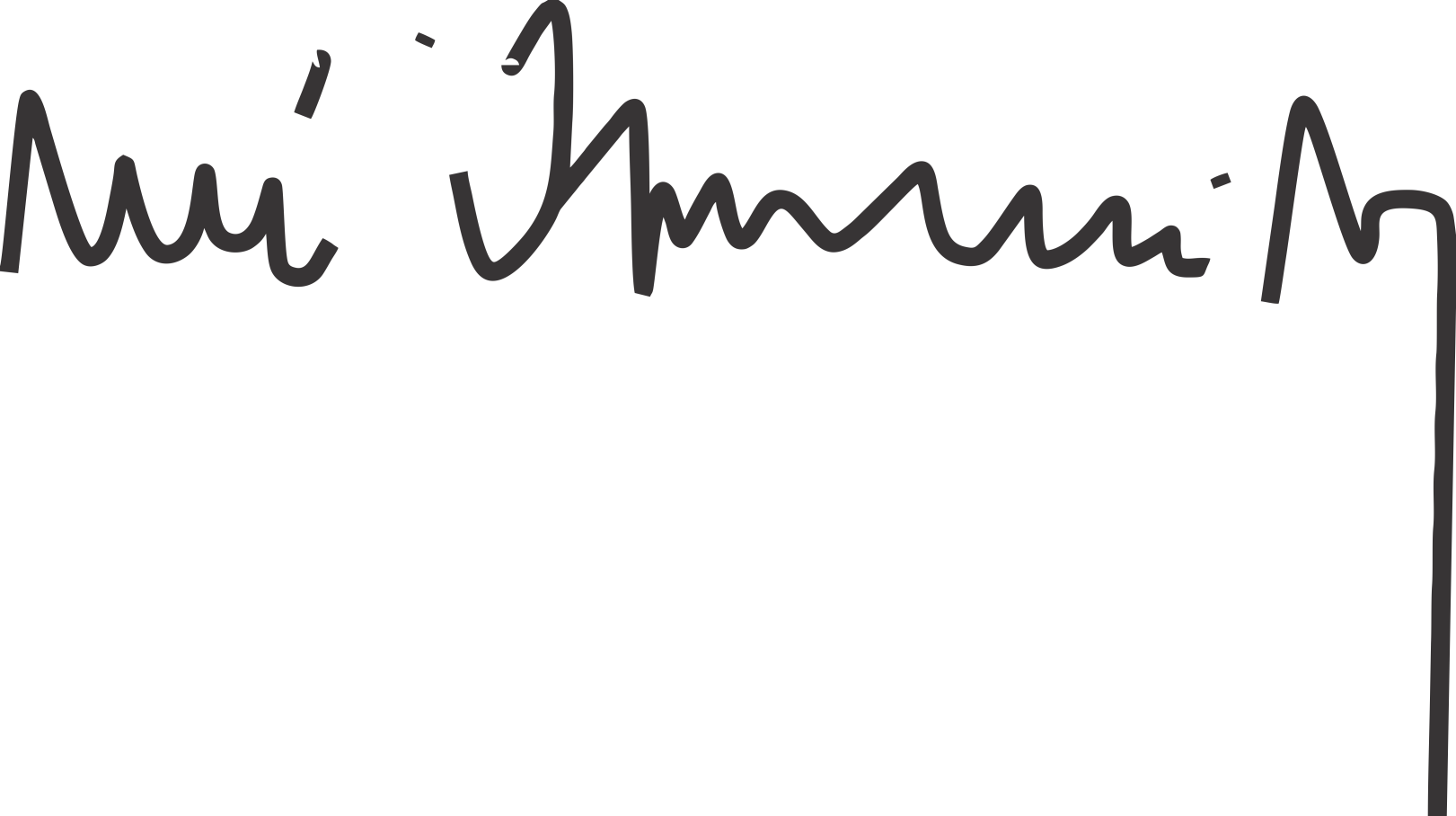
Autografo de José Aparecido de Oliveira.

Foi governador do Distrito Federal de 1985 a 1988 e ministro da cultura do governo do presidente José Sarney. Embaixador do Brasil em Portugal, foi um dos fundadores da Comunidade dos Países de Língua Portuguesa, deputado federal dos mais votados em Minas Gerais e secretário particular de Jânio Quadros.

## Carreira política
Nascido em São Sebastião do Rio Preto, em Minas Gerais, foi secretário particular do ex-presidente Jânio Quadros, tornando-se depois deputado federal, eleito pela União Democrática Nacional (UDN).
Trabalhou como jornalista nos Diários Associados e na Rádio Inconfidência, e também com redator político no Correio do Dia.
Não chegaria, no entanto, ao fim do mandato, devido ao golpe militar de 1964, quando teve seu mandato cassado. Só voltou à Câmara de Deputados  passadas quase duas décadas, em 1982, quando foi apoiante entusiástico da candidatura de Tancredo Neves, primeiro presidente eleito após a ditadura, que morreu antes de tomar posse. O sucessor, José Sarney (MDB), escolhe-o para governador do Distrito Federal, ministro da Cultura e embaixador do Brasil em Lisboa. Seria depois nomeado para substituir Fernando Henrique Cardoso na pasta dos Negócios Estrangeiros, mas não chegou a tomar posse por razões de saúde.

## Morte
Morreu de insuficiência respiratória, na sequência de um cancro do pulmão, em Belo Horizonte.